# Ponte Postumio
Le ponte Postumio était un pont sur l'Adige, aujourd'hui disparu, situé dans la ville de Vérone, en Italie.

## Historique
Il s'agit d'une construction romaine de l'époque républicaine tardive ou des premiers temps de l'Empire, jetée sur le fleuve à 150 mètres en aval du ponte Pietra. Le pont jouait également le rôle d'aqueduc. Il était très important pour la ville de Vérone : avec le ponte Pietra, il reliait Rome au nord de l'Europe et à l'est de l'Italie. Mal entretenu, il s'effondra en 1153. Les pierres furent abandonnées dans le lit de l'Adige, jusqu'en 1662, quand elles furent récupérées pour servir à la construction du campanile de l'église Santa Anastasia.
En 1891, pendant la réalisation de travaux sur les berges du fleuve, des restes du pont furent mis au jour, notamment le pilier droit, ce qui permit de constater que ses cinq arches n'étaient pas en plein cintre mais surbaissées, comme celles du ponte Pietra. On retrouva également une frise et des sections de tuyaux de l'aqueduc, d'un diamètre de 20 cm.

## Dénomination
Le pont a reçu, au cours, des âges plusieurs appellations : 
- pons Fractus ou ponte Rotto, brisé, à la suite de l'effondrement de 1153 ;
- ponte Postumio ou ponte Militare, raccordé à une voie romaine à usage militaire, la via Postumia[3]
- Marmoreo, comme le ponte Pietra, bâti entièrement en pierre.

## Source de la traduction
- (it) Cet article est partiellement ou en totalité issu de l’article de Wikipédia en italien intitulé « Ponte Postumio » (voir la liste des auteurs).